# Sati
Se även änkebränning.

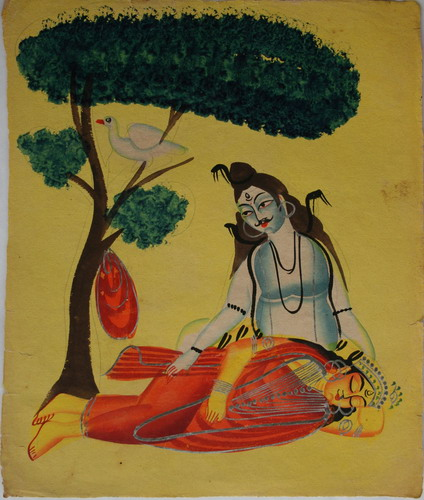
Shiva sörjer den döda Sati.

Sati eller Dakshayani är en hinduisk gudinna, maka till Shiva och en symbol för äktenskaplig lojalitet. 
Sati tände eld på sig själv för Shivas skull, och denna handling betraktas som förebilden för traditionell änkebränning (sati, suttee).